# Vol China Airlines 358
Le vol China Airlines 358 était un vol cargo régulier, assuré par un Boeing 747 de la compagnie taïwanaise China Airlines, qui s'est écrasé le 29 décembre 1991 peu après son décollage depuis l'aéroport international Tchang Kaï-chek, à Taïwan, ne laissant aucun survivant parmi les 5 membres d'équipage présents à bord.

## Avion

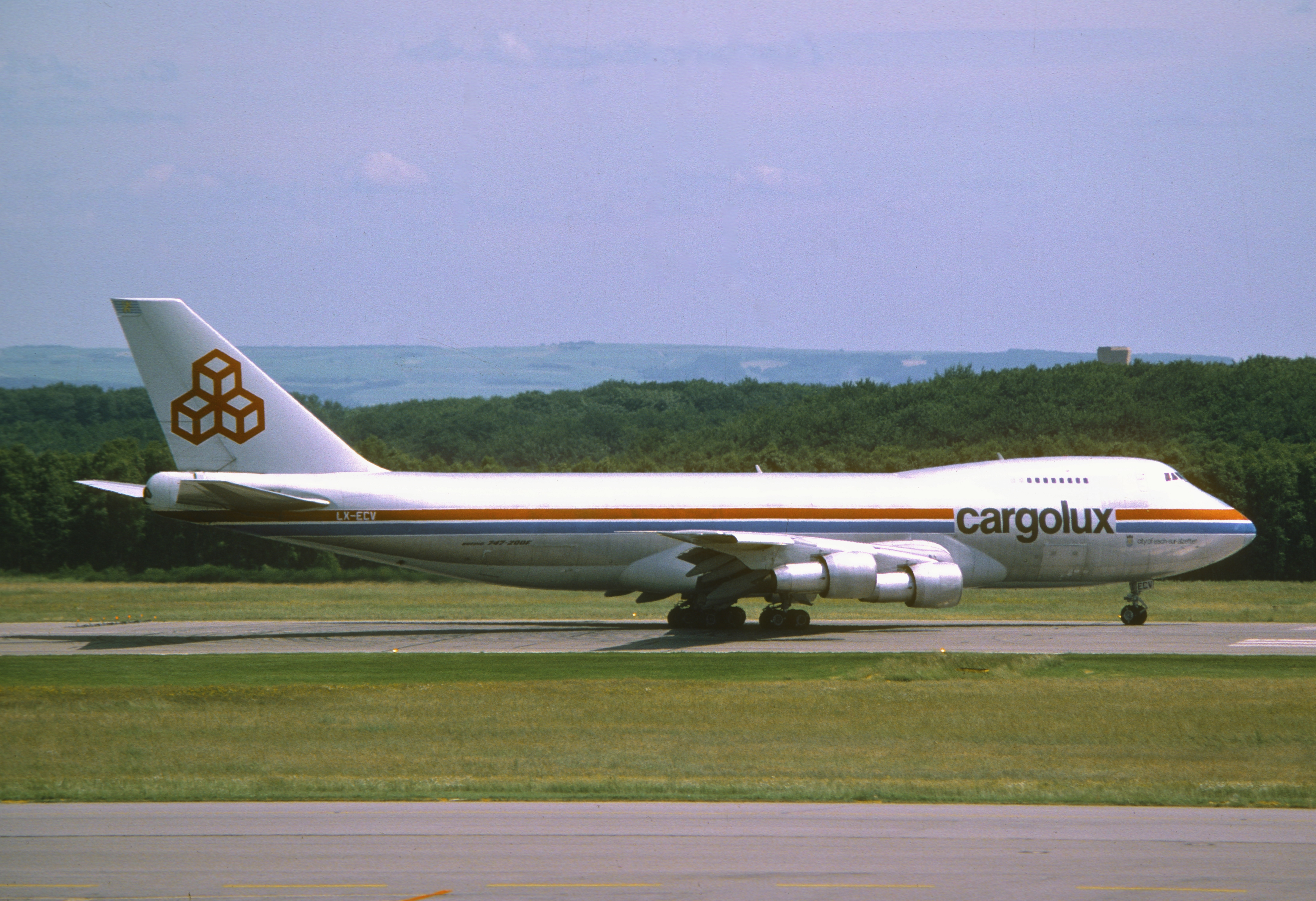
Le 747 impliqué dans l'accident, alors qu'il opérait pour Cargolux, ici en juillet 1984.

L'appareil impliqué était un 747-2R7F, construit en septembre 1980 pour Cargolux, immatriculé LX-ECV (numéro de série 22390). Il a été acquis par China Airlines en juin 1985 et a reçu son immatriculation B-198. L'appareil était en service depuis 11 ans et 3 mois au moment de l'accident et avait totalisé 45 868 heures de vol pendant son temps de service. 
La dernière  visite de type A avait eu lieu le 21 décembre 1991 et l'avion avait accumulé 74 heures de vol depuis l'entretien. L'avion a été également impliqué dans le détournement du vol China Airlines 334, survenue le 3 mai 1986.

## Accident
Quelques minutes après le décollage, l'équipage a signalé des problèmes avec le moteur n ° 3, incitant le contrôle aérien de Taipei à orienter le vol vers un virage à gauche pour retourner à l'aéroport. Environ deux minutes plus tard, l'équipage a signalé qu'il était incapable de tourner à gauche et les contrôleurs ont alors opté pour un virage à droite. Ce fut le dernier contact radio établi par l'équipage. 
L'équipage a perdu le contrôle de l'avion et celui-ci s'est écrasé sur une colline près de Wanli, à Taipei. L'accident s'est produit vers 15 h 05, à une altitude de 700 pieds (210 m). Les 5 membres d'équipage sont morts dans l'accident et il n'y a eu aucune victime au sol.

## Enquête
L'enquête qui a suivi a révélé que le moteur n°3 et son pylône se sont séparés de l'avion et ont heurté le moteur n°4, l'arrachant également de l'aile. Une enquête plus détaillée a révélé que les axes fusibles du longeron médian du pylône, qui fixent le pylône à la partie inférieure du longeron avant de l'aile, se sont rompus à la suite de la fatigue du métal. La recherche du moteur n°3 et de son pylône, qui a atterri en mer, a duré plusieurs mois.
Les informations de l'enquête sur cet accident, ainsi que l'accident presque identique du vol El Al 1862, survenue 10 mois plus tard à Amsterdam et ayant causé 43 morts, ont conduit Boeing à ordonner des modifications sur les pylônes de tous les Boeing 747 en service.